# HTC One (M8)
HTC One (M8)是台湾手机公司宏达电2014年所开发的新一代 智慧型手机，屬於HTC One 系列中的高階旗艦機型，在2014年3月25日分別由HTC董事長王雪紅與執行長周永明于英国伦敦和美国纽约两地同步正式发表，於官方網站直播，並於當日在威訊開賣。搭载Android 4.4.2操作系统、HTC Sense 6使用者介面。搭載雙主鏡頭的Duo景深相機，提供拍照後重新聚焦等功能，成為全球首款具備景深雙鏡頭的手機。

## 版本
HTC以M8為名推出了幾個衍伸機種。
One (M8) 日本版 J One (M8)
日本版HTC ONE (M8) 
HTC 針對日本市場推出的智能手機，通常在產品名稱當中增加字母 “J” 字來代表日本版產品，例如 HTC J Butterfly 和 HTC J。
現在 HTC 在最新旗艦 HTC One M8 的日本版名稱將採用上述相同的命名方式 – HTC J One M8。
日本版的配置和亞洲版相同。
One (M8) Google Play Edition
與Google合作，搭載原生Android系統的機種，僅在特定地區的Google Play上發售。
One (M8) Harman Kardon Edition
與美國電信商Sprint合作，並與音響大廠哈曼卡頓合作推出的搭載哈曼卡頓專屬音效「Clari-Fi™ 、LiveStage™」並附贈專屬耳機的機種，並由Sprint獨家推出。
One (M8) For Windows
為美國電信商威訊與AT&T所客製的搭載微軟Windows Phone8的機種。
One M8 EYE
僅在中國以及印度推出，中國版本為中國移動的定制版本。M8 EYE將主鏡頭的UltraPixel改成1300萬像素鏡頭，並加入了Eye體驗的拍照功能，其他規格亦同於M8。
One M8s
2015年4月先於歐洲部分推出改採高通Snapdragon 615、電池升級至2840mAh、改用1300萬畫素主鏡頭的M8s，其宣傳標語為「THE LEGEND CONTINUES」（經典傳承），而後於同年6月18日於HTC中國官方商店及合作的電商平台推出。

## 详细规格
| 項目          | HTC One (M8) |
| ------------- | --- |
| 系統          | Android 6.0/Windows Phone 8 |
| 介面          | HTC Sense 7、HTC BlinkFeed™ 首頁 |
| 通訊協定 2G   | 2G：GSM/GPRS/EDGE 850/900/1800/1900 MHz |
| 協定 3G WCDMA | EMEA： 850/900/1900/2100 MHz，使用 HSPA+，最高傳輸速度可達 42 Mbps 亞洲： 850/900/1900/2100 MHz，使用 HSPA+，最高傳輸速度可達 42 Mbps AT&T： 850/1900/2100 MHz，使用 HSPA+，最高傳輸速度可達 21 Mbps Sprint： 850/1900/2100 MHz，使用 HSPA，最高傳輸速度可達 14.4 Mbps Verizon： 850/900/1900/2100 MHz，使用 HSPA+，最高傳輸速度可達 14.4 Mbps TMUS： 850/AWS/1900/2100 MHz，使用 HSPA+，最高傳輸速度可達 42 Mbps |
| 協定 CDMA     | Sprint： 800/1900 Verizon： 800/1900 |
| 協定 4G       | EMEA： 800/900/1800/2600 MHz 亞洲： 700/900/1800/2100/2600 MHz 香港： FDD 700/900/1800/2600 MHz，TDD 2600 MHz AT&T： 700/850/AWS/1800/1900/2600 MHz Sprint： FDD 800/1900 MHz，TDD 2600 MHz Verizon： 700/AWS/1800/2600 MHz TMUS： 700/AWS MHz |
| 螢幕          | Japan Display INC. LCD 显示螢幕、5 吋、1920×1080解析度(FULL HD 1080p)、441ppi、1600 萬色 2.5D 康寧 Gorilla 強化玻璃 3 |
| CPU           | Qualcomm Snapdragon 801，32 位元四核心， 2.3 GHz（國際版）/2.5 GHz（亞洲版） |
| GPU           | Adreno 330 |
| RAM           | 2GB LPDDR3 |
| ROM           | 16GB/32GB，支援最大128GBMicroSD |
| 尺寸          | 146.36 x 70.6 x 9.35 mm （最小厚度 4mm） |
| 重量          | 160 g |
| 電池          | 2,600 mAh（具備Quick Charge2.0 高速充電） |
| 相機          | 主相機：Duo景深相機，包含一個景深相機與 408 萬畫素 UltraPixel 相機、BSI （页面存档备份，存于） 感測器、像素尺寸 2.0 µm、感測器尺寸 1/3 吋 F2.0 大光圈、等效焦距 28mm 超廣角鏡頭、雙色溫LED 智慧閃光燈 (自動調節亮度) 採用 HTC ImageChip™ 2、5FPS 全畫素連拍、1080p錄影，支援錄影中全尺寸拍照、慢動作錄影、HDR錄影、HTC Zoe™實境相簿 具備 UFocus™、Dimension Plus™、魔法幻境、前景突顯、影像配對功能的相片集       |
| 相機          | 前相機：500 萬像素、BSI 感測器、F2.0 大光圈、等效焦距 28mm 超廣角鏡頭、具備 HDR 功能、1080p Full HD 錄影 |
| 音效          | 3.5mm 耳機孔、Sense Voice、HTC BoomSound™ 音響、雙前置喇叭 |
| 顏色          | ■香檳金、■晶絲灰、■月光銀、■熱戀紅（絢麗紅）、■夢幻粉、■藍（臺灣未上市），以及在美國與Harman/Kardon聯名的■黑魂髮絲（黑魂誘惑）限定版 |
| 感應          | 陀螺儀、重力感應器、趨近感應器、環境光線感應器、數位羅盤、氣壓感測器 |
| 衛星定位      | GPS、GLONASS |
| 傳輸          | microUSB 2.0（含 MHL 輸出） NFC、藍牙4.0 with A2DP、Wi-Fi 802.11 a/ac/b/g/n、Sense TV 紅外線遙控器 |

## 设计特点

### 外观
HTC One (M8)沿用上一代HTC One采用阳极化的铝合金机身、聚碳酸酯、机面玻璃。铝合金机身做法是将铝金属打磨至可以和聚碳酸酯进行零空间的注塑（Zero-gap Injection Moulding），聚碳酸酯物料在机背攝像頭的上方和下方造成了分界的效果。為了突破金屬機身造成的訊號遮蔽問題，與上一代One（M7）同樣使用了天線耦合技術，即利用金屬機身上的聚碳酸酯填充作為信號天線。HTC One (M8)進一步的是，原來在上一代上看到的塑料包邊已經不再，在金屬材質比例從上一代不到70%提升到90%（不包含螢幕）。
在正面的机顶和机底，以及側邊都由铝金属覆盖，機身背部的金屬呈現出拉絲效果，機身邊緣則為磨砂效果，而中间就是以 Gorilla Glass 3 保护的 5 吋 1080p（441ppi）Super LCD 3 螢幕，其下方各配备了一组扬声器，机顶还配备了亮度/距离感应器、LED 提示灯和前置相机。螢幕下方可以看到有 HTC 的标志，返回键、選單鍵和主页键則從原本的實體按鍵改為螢幕內的虛擬按鍵。机顶左边有一个黑色的电源键，其内建了一组遥控用的红外线发射器。而机身右侧就有音量按键，左側则有 nano-SIM 插槽，3.5mm 耳机孔改到機底右方，而 microUSB / MHL 插口在机底中間右方位置。

### 相机
搭載雙鏡頭的Duo景深相機  ，讓HTC One (M8)成為全球首款具備景深雙鏡頭的手機（Duo Camera with depth capture）。Duo景深相機由一個408万像素的UltraPixel及一個景深相機組成，在拍攝時能偵測場景中的距離，因此在拍攝完成的照片上，可啟用改變焦點（UFocus）的功能，以照片上任何一點做為對焦點，改變整張相片的景深（類似光場相機）。為了因應雙相機拍攝時的手震問題，HTC One (M8)使用了一個影像信號處理單元(Image Signal Processor, ISP)用來達到此功能，官方宣稱與前一代的光学防抖(OIS)有等同的效果。也配合Duo景深相機新增許多特效，HTC 更在發表會中宣布將開放 Duo Camera SDK 供開發者使用。內建特效包括：
- 前景突顯（Foregrounder） - 藉由改變照片背景效果來營造主角鮮明的人像照片
- 魔法幻境（Seasons） - 將照片背景換為動畫，讓前景中的主體置身於四季風情中
- 魔法拼貼（Copy & Paste） - 可將兩張照片裏的人物合在一張中，還可隨意更改前後位置
- Dimension Plus - 讓照片具有3D立體效果，透過傾斜手機從各種角度欣賞照片。

UltraPixel 相机讲求“像素不等于画质”而并非其他厂商提升像素的做法，虽然只有 408 万像素，但在其 1/3 吋的 BSI 背照式感光元件中，使得每个像素可以达到 2µm 的像素大小，使其相较于一般手机的 1.1µm 像素尺寸，感光效率高出 300%。並且搭配True Tone雙LED閃光燈，使用白光(冷色)及黃光(暖色)的兩個 LED，在啓用閃光燈拍照時能根據場景色溫，從500多種色溫組合選出適合的白光與黃光比例和強度，使照片更清晰、顏色更自然。HTC One (M8)延续同系列相机所使用的 28mm 广角与 f/2.0 大光圈镜头。前镜头則提升為5MP、f/2.0的相機。
HTC One (M8)的影像处理核心（ISP）为 ImageChip 2，能使相机达到低于 300ms 自动对焦速度，并且提供即时地影像素质补偿与降噪功能，还具备 HDR 录影机能，提供 84dB 的动态范围与 1080p/30fps 或 720p/60fps 的规格，也能给予预先 / 延后快门捕捉的拍摄功能。
HTC One (M8)同樣有 Zoe（希腊文为“生命”）的功能。每次按下快门时，相机就会拍下一张 16:9 的 2,688×1,520 照片和一段三秒长的 1080/30p 影片来为照片提供背景信息，还能将这些三秒的影片套用预设的主题和背景音乐（各12种）串在一起，可以上传到 Zoe Share 网站上，提供使用者 30 天的免费存放网址。

### 硬體
HTC One (M8)搭載 Qualcomm Snapdragon 801 2.3GHz（國際版）/2.5GHz（亞洲版） 四核心处理器，2GB LPDDR3 的 RAM。储存方面根据版本不同有 16GB 和 32GB 选择，部分版本支援 microSD 卡擴充。无线方面支持 Wi-Fi®：IEEE 802.11 a/ac/b/g/n、蓝牙 4.0、GPS、aGPS、Glonass、NFC、DLNA。
音效部分，配备了一组 2.55V 的前置擴大器並採用HTC BoomSound™ 音響技術，擴大器、喇叭都重新設計，官方據稱音量提升25%。另外配备了 Sense Voice，能夠有更好的通話品質。
電池續航力方面，官方據稱在正常使用的情況下，已經可以比前一代HTC One還要多40%的時間。另外，也提供了極致省電模式（Extreme Power Saving Mode），官方據稱當電池充飽後，極致省電模式可提供長達兩週的待機時間。

### 软體
HTC One (M8)使用 Android 4.4.2 操作系统和 Sense 6 使用者界面。有两个首页面板，分别是 BlinkFeed™ 页面与 Android 传统首页。BlinkFeed™ 页面是 HTC 与 Mobiles Republic 设计公司合作开发，类似 Flipboard 磁砖造型的样式，可以提供多种数字内容与社交应用服务等信息，数据可以依用户喜好加以设定过滤。未来 HTC 将会发行 SDK，让开发者可以将程序整合进 BlinkFeed。另外，在Google i/o 2014 發佈會中，Google 宣布了 HTC 會全力支持  Android L 操作系统，並會於 Google 給予他們 Android L最後版本後在計起九十天的升級之期。當中，HTC ONE M8 及 The New HTC One (M7) 可以獲得Android L之升級。而HTC更會經考慮及研究後給予適合之機種取得Android L 之升級。
HTC One (M8)加入了搭載全新Smart Sensor Hub™ 智慧感應樞紐，透過低耗電的動作感測器，能即時偵測手機周邊狀態與動作。例如Motion Launch™ 手勢啟動讓操作更為人性化，能夠雙擊螢幕喚醒手機、往不同方向滑動可啟動程式或BlinkFeed™的功能、當有來電時拿起手機再移到耳邊便可直接接聽、在螢幕關閉的狀態下將手機打橫按下音量向下鍵便可啟動相機。
支援智慧影像配對（Image Match），能夠以圖找圖。
支援电视应用 Sense TV™，支援有线电视等媒体服务，如台灣的數位電視、中華電信MOD及其他有線電視業者，其他上市地区也会搭配多媒体随选列表的服务。手机配备红外線模組，具备大量的红外线遥控器代码以及自行學習功能，已支援市面上多数的电视或機上盒。Sense TV™現在能一邊看電視，一邊追蹤該節目官方Facebook及Twitter的社群留言，成為第二個互動螢幕；也彙整全球10大受歡迎運動賽事的最新戰績，能即時掌握最新賽程訊息。(此内置应用在中国大陆已不再提供服务，用户会被建议使用peel smart remote代替，并指明可达到同等功能)
HTC One (M8)有两个软體来帮助使用者设定新手机：分别是 HTC Get Start 和强化版的 HTC Sync Manager，能在電腦上透过网络设定手机，并提供热门新闻频道、程式快速安装、铃声设定、书签、桌布与解锁画面设定等功能。手机可以从旧版的 Sense 或旧 iPhone 及其它旧 Android 设备中复制联络人数据、简讯、书签、照片及一些系统设定。一旦成功转移到 Sense 6 平台上，这些数据就可以选择转存至网路硬碟中。
软體更新
| 地区 | 型号 | 日期           | 版本                                       | 大小                        | 更新內容 |
| ---- | ---- | -------------- | ------------------------------------------ | --------------------------- | --- |
| 台灣 | M8x  | 2014年5月22日  | 1.54.709.12                                | 約233.96MB                  | *支援4G／LTE |
| 台灣 | M8x  | 2014年7月29日  | 2.22.709.3                                 | 約774.44MB                  | 系統改進 - Android 4.4.3升級 - 安全性的強化 性能改進 - Wi-Fi - 藍牙 - 行動數據 應用程式改進 - 相機 - 相片集（智慧影像配對） - 設定（電源使用量） - HTC Sync Manager Sense體驗最佳化 - Boomsound - 極致省電模式 - Motion Launch 手勢啟動 - 快速設定面板 |
| 台灣 | M8x  | 2014年8月27日  | 2.22.709.4                                 | 約203.06MB                  | *改善GPS性能 |
| 台灣 | M8x  | 2014年10月13日 | 3.28.709.5                                 | 約426.68MB                  | *下載此更新程式，享受最新的HTC EYE Experience 和 Android KitKat 4.4.4 版本。 - 臉部追蹤：視訊聊天時可追蹤多達4張臉孔，確保人物保持在相機的視角範圍。 - 前後合拍：使用前後合拍模式，拍攝自拍照和眼前的美景。 - 魔法變臉：使用兩張照片，如自拍照和最喜愛的明星照，然後結合再一起。 - 聲控自拍：只要說"拍照"或"錄影"就可開始拍攝自拍照或自拍影片。 - 瞬間美膚：在拍攝自拍照前修飾膚質。 |
| 台灣 | M8x  | 2014年12月3日  | 3.28.709.6                                 | 約246.73MB                  | *提升系統性能 |
| 台灣 | M8x  | 2015年1月20日  | 4.16.709.9                                 | 約808.02MB                  | 提升系統性能 系統更新 - Android 5.0 Lollipop 更新。（註：Android 5.0.1） - 鎖定螢幕與通知：全新的 Lollipop 使用者介面樣式及加強隱私保護功能。 - 最近使用的應用程式：支援多重頁面。 - 在設定中新增了搜尋功能。 |
| 台灣 | M8x  | 2015年3月30日  | 4.24.709.2                                 | 約421.74MB                  | *提升系統性能（註：Android 5.0.2） |
| 台灣 | M8x  | 2015年8月25日  | 4.24.709.3                                 | 約226.11MB                  | *Google 安全性提升。 |
| 台灣 | M8x  | 2015年12月7日  | 分別為 v6.4.151127 v6.0.867751 v6.0.867813 | 分別約為 536KB 154KB 1.79MB | *軟體更新（共三項）（註：研判為 Android 6.0 前置作業更新） |
| 台灣 | M8x  | 2015年12月9日  | 6.12.709.4                                 | 約1.18GB                    | *現在可以下載並安裝 Android 6.0 的更新，此更新安裝需要約60分鐘才能完成。Android 6.0 將帶給您許多讓人興奮的全新功能，包括： - 應用程式權限：讓您定義想要分享的內容，且隨時都能權限關閉。 - Now on Tap：能在啟用的螢幕上存取額外資訊。 - 更智慧的電量管理： Doze 的電池最佳化功能。 - Android 安全性更新：強化裝置安全性。                                                             |
| 台灣 | M8x  | 2016年1月28日  | 6.20.709.2                                 | 約93.89MB                   | *Android 6.0 系統性能及穩定度的提升 |
| 中国 | M8w  | 2015年2月9日   | 4.19.1400.15                               | 494.34mb                    | *Android 5.0 lolipop更新 *屏幕锁定和通知:新的lolipop用户风格界面，隐私 功能增强 *最近使用的应用程序:支持多个页面 *设置中增加了搜索功能 |

### 配件

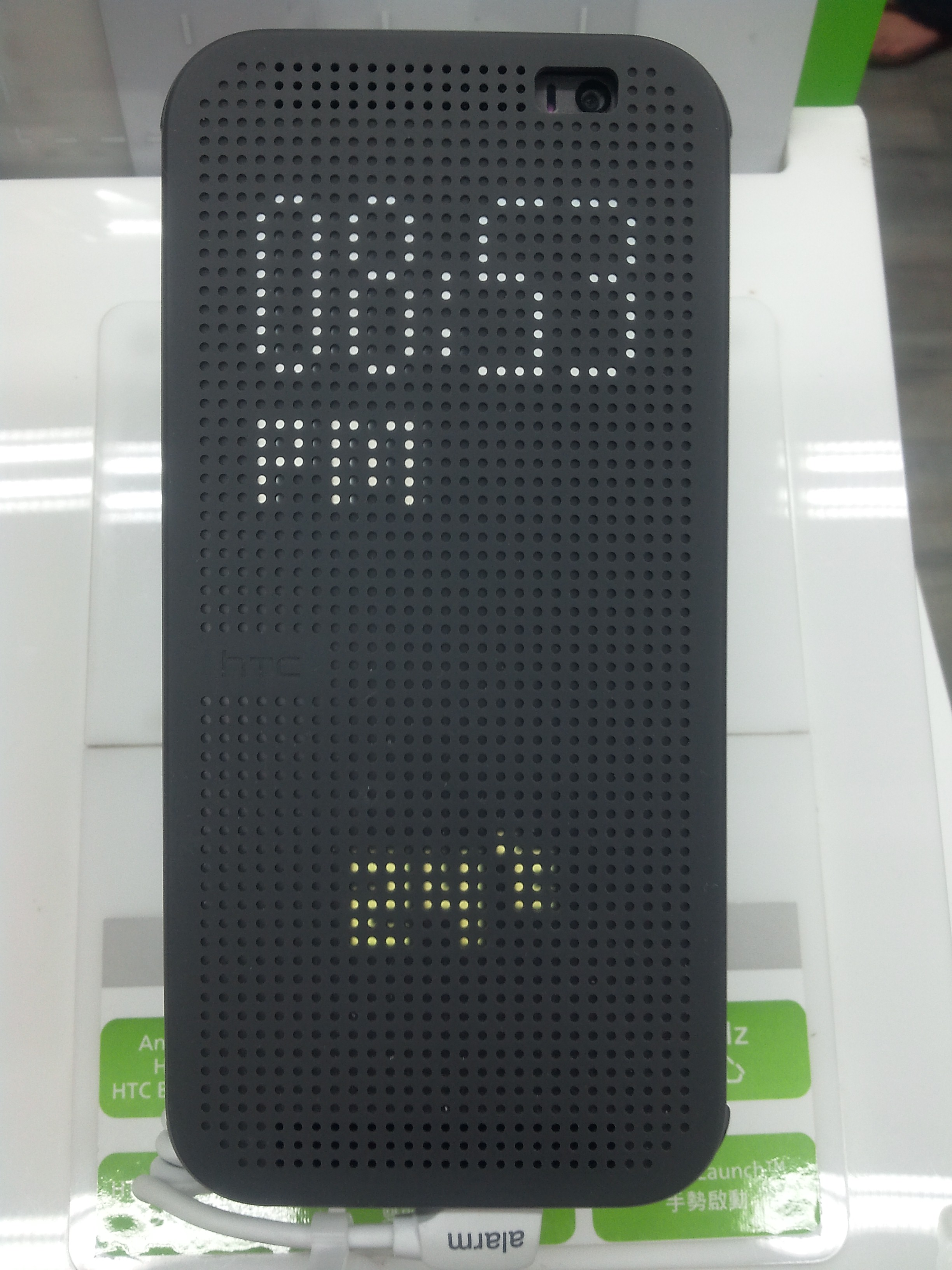
HTC One (M8)搭配專屬的Dot View保護殼，可在蓋上保護殼時顯示時間、天氣、訊息等資訊

HTC設計了一款HTC One (M8)專用保護殼HTC Dot View，該保護殻正面佈滿細小的孔。不將保護殼打開的情況下，能以如同點陣圖的方式顯示時間、天氣及訊息等，更可在不掀開保護蓋的情況下，直接聽電話及來電顯示，並且有多種顏色可供選擇。台灣使用者購買手機上網登錄後，即可限量免費得到此款保護殼。

### 零件供應商[15][16][17]
- RAM：爾必達
- 處理器：高通
- 電源管理 IC 與 4G 通訊晶片：高通
- 電池：常州上揚光電
- 快閃記憶體：SanDisk
- 觸控面板控制 IC：Synaptics
- 後雙鏡頭模組：華晶科
- 後雙鏡頭感光元件：OmniVision
- 前鏡頭感光元件：三星

## 產品代言
- 繼2013年拍攝HTC形象廣告後，演員小勞勃·道尼將持續維持HTC全球代言及合作關係[18]
- 台灣搖滾樂團五月天擔任HTC新機年度代言[18]
- 在美國地區與電影「美國隊長2」合作[19]
- HTC One (M8)的一支廣告邀請了老牌英國演員，飾演蝙蝠俠三部曲電影中高登警長的蓋瑞歐德曼來拍攝[20]

## 獲獎
Tech Radar - 10 best smartphones in the US : No. 1
-2014 April
Tech Radar - 10 best mobile phones in the world today : No. 1
-2014 June
Computex 2014 - d & i Awards 2014
-2014 June (台北國際電腦展覽會2014 創新設計獎)
Computex 2014 - Gold Awards 2014 - HTC Dot View
-2014 June (台北國際電腦展覽會2014 創新設計獎 金質獎)
TechRadar - Phone of the Year 2014
-2014 July (2014 年度最佳手機)
T3 Awards - Phone of the Year 2014
-2014 Oct (2014 年度最佳手機)
BusinessInsider - This Is The Best Android Phone You Can Buy 
-2014 Nov (目前你能買到的最佳手機)

## 相关事件
維修網站ifixit在10分滿分中給予HTC ONE (M8) 2分的困難級別
iFixit的團隊評定M8的可修度，十分裡面取得兩分。M8被打造得相當堅固且耐用。但不易拆卸的設計與黏膠、銅箔的使用，也使得該手機相當難以自行維修更換零件或電池。相比於2013年的HTC ONE (M7)的一分，算是變得容易維修了一點。
HTC ONE (M8)在臺灣上市前照片即外流
2014年2月，臺灣新北市一名許姓男子在Mobile01以帳號「GOGOGO999」貼出尚未在臺灣上市的HTC ONE (M8)的照片。由於照片翻攝該手機的螢幕保護貼，宏達電比對該照片，發現與官方版HTC ONE (M8)螢幕保護貼包裝如出一轍；該保護貼隨機附贈，一般人難以取得。宏達電質疑許男洩漏商業機密，報警處理。2014年4月15日，警察逮捕許男並移送新北地檢署，新北地檢署複訊後將許男無保請回。宏達電控告許男涉嫌洩漏商業機密，許男否認洩密。